# Maciej Głuszkowski
Maciej Roman Głuszkowski (ur. 23 stycznia 1948 w Inowrocławiu) – polski samorządowiec, prezydent Inowrocławia w latach 1991–1994.

## Życiorys
Ukończył w 1971 studia w Wyższej Szkole Rolniczej w Poznaniu. Pracował przez trzy w przedsiębiorstwie melioracyjnym w Koninie, następnie do 1991 w Bydgoskim Przedsiębiorstwie Budownictwa Inżynieryjnego.
W 1980 wstąpił do „Solidarności”, wchodził w skład władz lokalnych związku, był delegatem na I KZD w Gdańsku. Po wprowadzeniu stanu wojennego organizował niejawne struktury NSZZ „Solidarność” (TKK Regionu Bydgoskiego), redagował drugoobiegowy „Informator Bydgoski”.
Od 1991 do 1994 zajmował stanowisko prezydenta Inowrocławia. Później był sekretarzem w bydgoskim urzędzie miasta. Od 1998 do 2002 pełnił funkcję wiceprzewodniczącego rady miasta Bydgoszcz. Działał w tym okresie w Ruchu Społecznym AWS. Od 1998 był wicedyrektorem wydziału i inspektorem w urzędzie wojewódzkim, w 2003 powrócił do pracy w urzędzie miasta.
W 1998 odznaczony Brązowym Krzyżem Zasługi.